# Le Passage (Lot-et-Garonne)
Le Passage ( ook: Le Passage d'Agen) is een gemeente in het Franse departement Lot-et-Garonne (regio Nouvelle-Aquitaine). De gemeente telde 9.360 inwoners op 1 januari 2022. De plaats maakt deel uit van het arrondissement Agen.

## Geschiedenis
In de kroniek van Guillaume de Puylaurens (1275) wordt verteld dat hier in 1249 tachtig katharen werden verbrand op bevel van graaf Raymond VII van Toulouse. De naam Le Passage werd voor eerst vermeld in 1562. Hier was een veerpont over de Garonne.
Tot de aanleg van het Canal de Garonne woonden in Le Passage veel bootslui die voeren op de Garonne. Tussen 1839 en 1847 werd de Kanaalbrug van Agen over de Garonne gebouwd, waar het Canal de Garonne de Garonne oversteekt. En in 1841 werd een brug over de Garonne, La Passerelle, geopend. Le Passage ontwikkelde zich als een voorstad van Agen en verstedelijkte.

## Geografie
Le Passage ligt op de linkeroever van de Garonne tegenover Agen en het Canal de Garonne loopt met een kanaalbrug over de Garonne. De oppervlakte van Le Passage bedroeg op 1 januari 2022 12,89 vierkante kilometer; de bevolkingsdichtheid was toen 726,1 inwoners per km².
De onderstaande kaart toont de ligging van Le Passage met de belangrijkste infrastructuur en aangrenzende gemeenten.

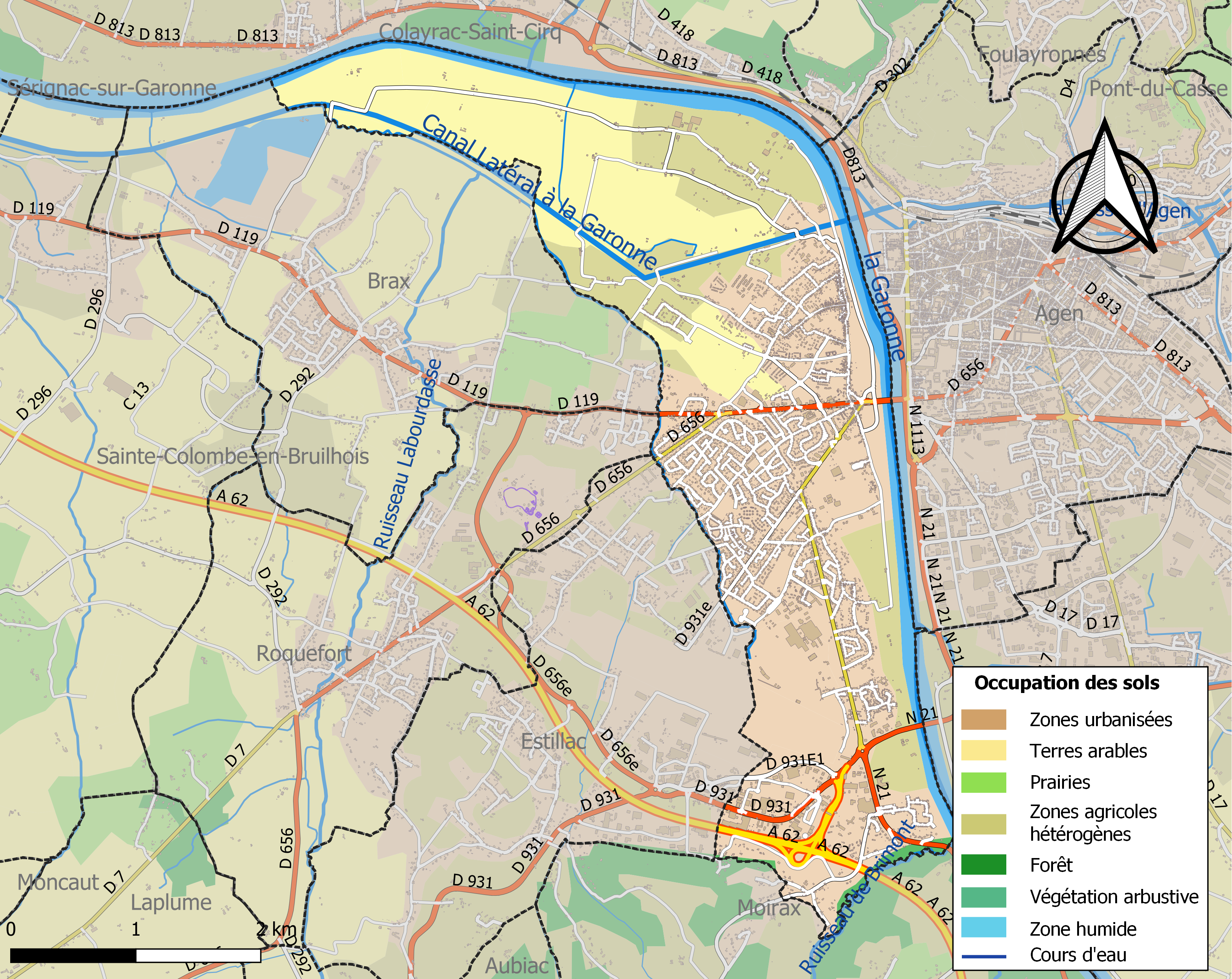

## Demografie
Onderstaande figuur toont het verloop van het inwonertal (bron: INSEE-tellingen).

## Bezienswaardigheden
- Kanaalbrug van Agen (19e eeuw)
- Kerk Sainte-Jehanne de France (1960-1965), naar een ontwerp van Jacques Pompey en erkend als historisch monument in 2001

## Jumelages
- Consuegra in Spanje
- Wloszczowa in Polen